# Upagnuvarat
Re Upagnuvarat, che letteralmente significa viceré, il cui nome regale fu Samdach Brhat Chao Maha Upayuvaraja (Vientiane, 1597 – Vientiane, 1622), è stato il ventiquattresimo sovrano del regno di Lan Xang, la cui capitale era Vientiane, nell'odierno Laos centrale.
Fu proclamato re di Lan Xang nel 1621 quando usurpò il trono del padre e predecessore Voravongse II, che nel 1603 aveva proclamato l'indipendenza di Lan Xang, dopo che per 28 anni il paese era stato vassallo del regno birmano di Taungù. Upagnuvarat morì in circostanze misteriose dopo soli 9 mesi di regno.
Le cronache che lo menzionano  provengono dagli antichi annali di Lan Xang, di Lanna, di Ayutthaya, di Nan e di Birmania, che differiscono tra loro. Gli annali di Lan Xang furono tradotti in altre lingue ed interpretati in diversi modi, dando luogo a controversie sull'attendibilità dei riferimenti storici. La principale tra le critiche che determinarono il cambiamento del testo originale, fu dettata dalla convinzione che molti degli avvenimenti storici fossero stati omessi o distorti nell'edizione originale a maggior gloria del regno. Gli avvenimenti e le date relative alla sua vita non sono quindi pienamente attendibili.

## Biografia
Upagnuvarat nacque nel 1597 ed era figlio di Voravongse II, nipote dell'eroico re Setthathirat I. Dopo la morte di quest'ultimo, avvenuta nel 1571, il regno di Lan Xang era entrato in uno dei periodi più bui della sua storia e nel 1575 era stato conquistato dai birmani, che ne avevano fatto uno Stato vassallo. Il padre era salito al trono nel 1596 quando aveva 11 anni ed aveva avuto come reggente il padre Vorapita.
Anche il regno birmano stava attraversando un periodo di grave crisi dopo la morte nel 1581 del re Bayinnaung, un grande  condottiero definito da alcuni storici il Napoleone della Birmania. Voravongse II poté essere incoronato re con il nome regale Voravongse Thammikarat Chao dopo 7 anni di reggenza del padre. Constatato il progressivo indebolimento della corte di Pegu, capitale birmana, il primo atto di Voravongse dopo la conquista del potere fu la proclamazione dell'indipendenza di Lan Xang, dopo 28 anni di dominio birmano. Negli anni che seguirono, il regno visse un periodo di pace, stabilità e prosperità come non accadeva dai tempi di Setthathirat I, che era stato sovrano dal 1550 al 1571.

### Ascesa al trono
Voravongse II ebbe due figli, Upagnuvarat e Mom Keo. Nominò viceré ed erede al trono il primo, il cui vero nome è sconosciuto e che è passato alla storia come Phra Upagnuvarat, termine laotiano di viceré. Nel 1621, il padre si recò a Luang Prabang per rendere omaggio alla sacra statua del Phra Bang, il palladio della monarchia di Lan Xang, lasciando Vientiane in mano all'erede. Nella vecchia capitale gli giunse notizia dei preparativi del figlio per usurpare il trono ed inviò l'ordine di cattura ed esecuzione di Upagnuvarat, che venne informato del pericolo e fuggì da Vientiane alla testa di un piccolo esercito.
L'esercito reale inseguì i ribelli e li raggiunse ma non riuscì a sconfiggerli. A sua volta Voravongse II raggruppò un'armata a Luang Prabang, alla testa della quale scese a sud per dar battaglia al figlio. Quando stava per raggiungere i ribelli, una parte dell'esercito di stanza a Vientiane e diversi aristocratici della corte si schierarono a fianco di Upagnuvarat. Resosi conto dell'inferiorità numerica, il sovrano si ritirò con le proprie truppe verso Vientiane, ed in seguito fece ritorno a Luang Prabang. Il controllo della capitale rimase a Upagnuvarat che fu incoronato re di Lan Xang nel 1621. L'anno seguente Upagnuvarat inviò degli emissari ad uccidere il padre a Luang Prabang.
Secondo un'altra fonte, Voravongse raccolse un esercito a Luang Prabang e lo mandò contro quello del figlio, che marciava a nord dalla capitale. La battaglia si risolse in favore delle truppe di Vientiane ed in seguito il sovrano fu abbandonato dai suoi stessi ministri, che lo avevano accompagnato a nord. Fatto prigioniero, fu giustiziato su ordine del figlio tre mesi dopo insieme al resto della famiglia e alla parte della corte che gli era rimasta fedele.

### Morte e successione
Si era così aperta una nuova crisi per Lan Xang, con lotte per la successione che si sarebbero protratte per i 15 anni successivi. Sempre nel 1622, l'usurpatore Upagnuvarat morì in circostanze imprecisate dopo soli 9 mesi di regno. Alla sua morte seguì un nuovo scontro tra le fazioni di corte, risoltosi in favore degli aristocratici che scelsero come nuovo sovrano il figlio del vecchio re Sen Surintra, il principe Ong Lo, salito al trono con il nome regale Phothisarat II.